# Remy (Oise)
Remy é uma comuna francesa na região administrativa de Altos da França, no departamento de Oise. Estende-se por uma área de 19,97 km². Em 2010 a comuna tinha 1 919 habitantes (densidade: 96,1 hab./km²).